# Шестиугольное число
Шестиугольное число — фигурное число. n-ое шестиугольное число — число точек в состоящем из них правильном шестиугольнике со стороной в n точек.
Формула для n-го шестиугольного числа:
{\displaystyle h_{n}=n(2n-1)}
Последовательность шестиугольных чисел начинается так:
1, 6, 15, 28, 45, 66, 91, 120, 153, 190, 231, 276, 325, 378, 435, 496, 561, 630, 703, 780, …

## Свойства
- Каждое шестиугольное число является треугольным числом, но лишь треугольные числа с нечётным номером (первое, третье, пятое, седьмое и т. д.) являются шестиугольными. Как и треугольныe, шестиугольные числа делятся на 9 с остатком 0, 1, 3 или 6.

- Каждое чётное совершенное число (полученное по формуле {\displaystyle M_{p}2^{p-1}=M_{p}(M_{p}+1)/2=h_{(M_{p}+1)/2}}, где Mp — простое число Мерсенна) является шестиугольным. Так как ни одно нечетное совершенное число до сих пор не найдено[2][3], все известные совершенные числа — шестиугольные.

- n-ое шестиугольное число можно записать в виде суммы:
{\displaystyle h_{n}=\sum _{i=0}^{n-1}{(4i+1)}}

## Проверка на шестиугольность
Проверить, является ли натуральное число x шестиугольным, можно с помощью вычисления
{\displaystyle n={\frac {{\sqrt {8x+1}}+1}{4}}.}
Если n целое, то x является n-м шестиугольным числом. Если n не целое, то x шестиугольным не является.